# 贝尔拉勒
贝尔拉勒（荷蘭語：Berlare，荷蘭語發音：[ˈbɛrlaːrə] ⓘ）是比利时弗拉芒大區东佛兰德省登德爾蒙德區的一个市镇，通行荷蘭語，是弗拉芒社群的一部分，面积37.82平方千米，人口14,849人（2018年1月1日）。

## 地名
该地名“Berlare”为荷兰语名，《世界地名翻译大辞典》与《世界地名译名词典》误将“Berlare”当作法语名而误译作“贝拉尔”。